# Excentricidade (matemática)

Excentricidade de algumas cônicas

Em matemática, excentricidade é um parâmetro associado a qualquer cônica, que mede o seu desvio em relação a uma circunferência.
A excentricidade de uma
- circunferência é 0;
- elipse é superior a 0 e inferior a 1;
- parábola é 1;
- hipérbole é superior a 1.